# Бълб
 Бълб или носов бълб (на френски: bulbe – „луковица“) е издадена малко под водолинията част от носа на кораба, с изпъкнала елипсовидна форма. Той променя направлението на потока вода по целия корпус, повишавайки обтекаемостта му и по този начин допринася за увеличаване на скоростта, далечината на плаване и икономията на гориво.
Носовите бълбове намаляват вълновото съпротивление при движение в тиха вода.
Бълбовете са най-ефективни при следните условия:
- при използване на корпуси с дължина по водолинията над 15 м;
- при дълги и тесни корпуси;
- при скорости близки до максималната.

Тези условия правят използването на бълбовете стандарт за сравнително големите морски съдове (товарни и пътнически), които през повечето време се експлоатират в границите на сравнително тесен диапазон от скорости, близки до максималните. От друга страна, бълбовете практически не се прилагат при круизни кораби, особено при ветроходните, които използват широк диапазон от скорости.

## Принцип на действие
При движението на кораба напред, надводната част от носа му образува водна вълна, докато бълбът под повърхността на водата образува втора вълна, с амплитуда, обратна на първата. В резултат двете вълни се погасяват чрез ефекта на намаляващата интерференция и водата обтича корпуса на кораба с по-малко съпротивление. Освен това бълбът повишава плавателността в предната част на кораба и ограничава повдигането на носа му при висока скорост до само няколко градуса. Големите кораби с бълб постигат обикновено между 12 и 15 процента по-добра горивна ефективност в сравнение с аналогични кораби без бълб.

## История
За първи път тази конструкция е използвана в САЩ на линкора „Делауеър“, който влиза в състава на флота през 1910 г. и е проектиран от Дейвид Уотсън Тейлър, главен конструктор на американските ВМС. През 1920-те и други страни експериментират с носови бълбове, например немските пътнически лайнери „Бремен“ и „Европа“. „Бремен“, построен през 1929 г., завоюва Синята лента на Атлантика, показвайки средна скорост от 27,9 възела (51,7 км/ч).
През 1935 г. френският суперлайнер „Нормандия“ успява, съчетавайки носов бълб с радикална по вид форма на корпуса, да премине скоростта от 30 възела (56 км/ч). По това време „Нормандия“ е известна (освен с другите си качества) и с малка носова вълна. „Нормандия“ е по-голям от основния си съперник, британският лайнер „Куин Мери“ и достига еквивалентна скорост благодарение на нетрадиционните носов бълб и конструкция на корпуса. Принципната разлика, обаче, е в това, че „Нормандия“ постига същата скорост, но при мощност на двигателя примерно с 30% по-малка, отколкото е мощността при „Куин Мери“, със съответната икономия на гориво.
Конструкцията на носовия бълб е развита и използвана в Япония, част от корабите на която през времето на Втората световна война имат носови бълбове, но японските изследвания в тази област не достигат до западния свят и много от техните постижения са изгубени след войната.
Не е ясно кога носовите бълбове заинтересуват западните изследователи, но първите научни трудове по този въпрос са публикувани през 1950 г. Инженерите започват да експериментират с тях, разбирайки, че те могат да намалят съпротивлението примерно с 5%. Експериментите и уточненията постепенно подобряват геометрията на бълба, но той не се използва широко до навлизането на методите на компютърното моделиране.

## Във военноморския флот
Конструкцията на носовия бълб е развита и използвана в Япония. Някои кораби от Втората световна война, такива, като линкора „Ямато“ и лекия крайцер „Ойодо“, имат носови бълбове, но японските изследвания в тази област не се разпространяват в западния свят, и много от техните достижения са загубени след войната.